# Среднее (Херсонская область)
Среднее (укр. Середнє) — село в Великолепетихской поселковой общине Каховского района Херсонской области Украины.
Население по переписи 2001 года составляло 140 человек. Почтовый индекс — 74530. Телефонный код — 5543. Код КОАТУУ — 6521282202.

## Местный совет
74530, Херсонская обл., Великолепетихский р-н, с. Князе-Григоровка